# Sutor, ne ultra crepidam
Sutor, ne ultra crepidam (ou ne sutor ultra crepidam) é uma expressão em língua latina que significa, literalmente, "sapateiro, não [vá] além do sapato", usado para alertar as pessoas a evitarem  emitir ou transmitir algum julgamento que comporte conhecimento além de sua especialização.
Sua origem é encontrada em Plínio, o velho, em sua Naturalis Historia [XXXV, 85 (Loeb IX, 323-325)], na qual ele registra que um sapateiro (em latim, sutor) que se havia dirigido ao pintor Apeles, de Kos, com o fim de apontar um [segundo sua visão, a do sapateiro] defeito na versão artística de uma sandália (latim crepida, do grego krepis), que Apeles, prontamente corrigiu. Incentivado por isso, o sapateiro, pôs-se, logo em seguida, a julgar-se no direito de ampliar sua perspectiva e, assim, apontar outros [supostos] defeitos que ele também considerou presentes na pintura. Nessa ocasião, Apeles, em sua justa reserva (afinal, ele era o autor, era ele o pintor, a obra era dele) aconselhou-lhe que ne supra crepidam sutor iudicaret (um sapateiro não deve julgar além do sapato), conselho que, tendo Plínio observado, tornou-se um dito proverbial.
O ensaísta inglês William Hazlitt (como tem sido achado mais provável) cunhou o termo "ultracrepidanismo", como usado pela primeira vez publicamente numa animosa carta para William Gifford, o editor de A Análise Trimestral:
1819 HAZLITT Letter to W. Gifford Wks. 1902 I. 368 You have been well called an Ultra-Crepidarian critic. (Oxford English Dictionary 2nd ed.)
Um correlacionado provérbio inglês é "um sapateiro deve manter a sua última forma" (a "última forma" sendo a madeira padrão utilizado para o molde do sapato).